# Villanueva de Tapia
Villanueva de Tapia is een gemeente in de Spaanse provincie Málaga in de regio Andalusië met een oppervlakte van 22 km². In 2007 telde Villanueva de Tapia 1669 inwoners.